# 1043
1043 (MXLIII) a fost un an obișnuit al calendarului iulian.

## Evenimente
- 3 aprilie: Eduard este încoronat regele Angliei (1042-1066)

## Nașteri
- El Cid (Cidul), (n. Rodrigo Diaz de Vivar), erou național castilian (d. 1099)

## Decese
- George Maniaces (a.k.a. Gyrgir), general bizantin (n. ?)
- Gisela de Suabia, 53/54 ani, fiica ducelui Herman al II-lea de Suabia (n. 989)